# Geltendorf
Geltendorf là một đô thị thuộc huyện Landsberg trong bang Bayern của nước Đức.